# Mount Synge
Mount Synge är ett berg i Kanada.   Det ligger på gränsen mellan British Columbia och Alberta, i den västra delen av landet, 3 100 km väster om huvudstaden Ottawa. Toppen på Mount Synge är 2 957 meter över havet.
Terrängen runt Mount Synge är huvudsakligen bergig.Trakten runt Mount Synge är nära nog obefolkad, med mindre än två invånare per kvadratkilometer.. Det finns inga samhällen i närheten. 
Trakten runt Mount Synge består i huvudsak av gräsmarker.